# Мэкси, Сэмюэл Белл
Сэмюэл Белл Мэкси (англ. Samuel Bell Maxey; 30 марта 1825, Томпкинсвилл, Кентукки — 16 августа 1895, Юрика-Спрингс, Арканзас) — американский военный, юрист и политик из Техаса. Во время Гражданской войны он был генерал-майором Армии КША, а затем представлял Техас в Сенате США.

## Биография

### Ранние годы
Сэмюэл Мэкси родился в Томпкинсвилле, штат Кентукки, в семье Райса и Люси (урожденной Белл) Мэкси. Его отец был юристом, в 1934 году он перевёз семью в Олбани, где занял должность секретаря округа Клинтон. В 1842 году молодой Мэкси поступил в Военную академию США в Уэст-Пойнте.
Мэкси был одним из отстающих учеников, однако он окончил академию 58–м по успеваемости в выпуске 1846 года, и получил временное звание второго лейтенанта. Его прикомандировали к 7-му пехотному полку, который принимал участие в Американо-мексиканской войне. Мэкси присоединился к нему в Монтеррее, Мексика. 23 февраля Мэкси получил постоянное звание второго лейтенанта и был переведён в 8-й пехотный полк.
8-й пехотный затем участвовал в Мексиканской кампании Скотта (в бригаде Ньюмана Кларка) и был задействовал в осаде Веракруса и сражении при Серро-Гордо. 18 июля Мэкси был переведён обратно в 7-й пехотный. В августе Мэкси участвовал в и сражении при Контрерасе и сражении при Чурубуско. За эти два сражения он получил временное звание первого лейтенанта, датированное 20 августа. Он так же участвовал в сражении при Молино-дель-Рей и в боях за Мехико.
В июне 1848 года Мэкси был переведён в казармы Джефферсон-Сити в штате Миссури, а 17 сентября 1849 года он вышел в отставку. Мэкси вернулся в Олбани, где в 1851 году был принят в коллегию адвокатов, после чего вместе со своим отцом открыли частную практику. 19 июня 1853 года он женился на Марильде Касс Дентон. В октябре 1857 года отец с сыном купили небольшую ферму к югу от Париса, Техас, куда перевезли свои семьи. Здесь они возобновили совместную юридическую практику.

### Гражданская война
В 1858 году Мэкси был избран окружным прокурором Ламара и был делегатом отделительного съезда штата в 1861 году. В том же году он был избран в сенат штата, но никогда не служил там, предпочитая воинскую службу. На его место был избран его отец, Райс Мэкси. В сентябре 1861 года правительством КША Мэкси был повышен в звании до полковника и уполномочен набрать полк.
В декабре полковник Мэкси привёл свой 9-й техасский полк в составе 1120 человек из Бонема в Мемфис, Теннесси, где присоединился к генералу Альберту Джонстону. Однако вскоре он был отозван из своего полка и направлен на строительство мостов вблизи Чаттануга. В марте 1862 года Мэкси был произведён в бригадные генералы. Его полк был сильно помят в битве при Шайло, но Мэкси не принимал в ней участие. Он вообще в этот период мало воевал. В 1863 году он присутствовал при осаде Порт-Хадсона.
В декабре 1863 года генерал Мэкси был назначен командующим Индейской территорией. Его успешные рейды предотвратили вторжение армии Союза в Техас, за что он был произведён в генерал-майоры. В 1865 году Мэкси приказали отправиться в Хьюстон, чтобы принять командование дивизией. 21 февраля 1865 года он передал командование территорией индейскому генералу Стенду Уэйти и отбыл в Хьюстон.
В новом отряде Мэкси процветало дезертирство и были проблемы с поставками провианта и боеприпасов. Расстроенному и удручённому, ему позволили выйти в отставку 22 мая 1865 года. Он вернулся домой в Парис, где официально сдался в плен генералу Эдварду Кэнби и был условно освобождён.

### Дальнейшая политическая карьера

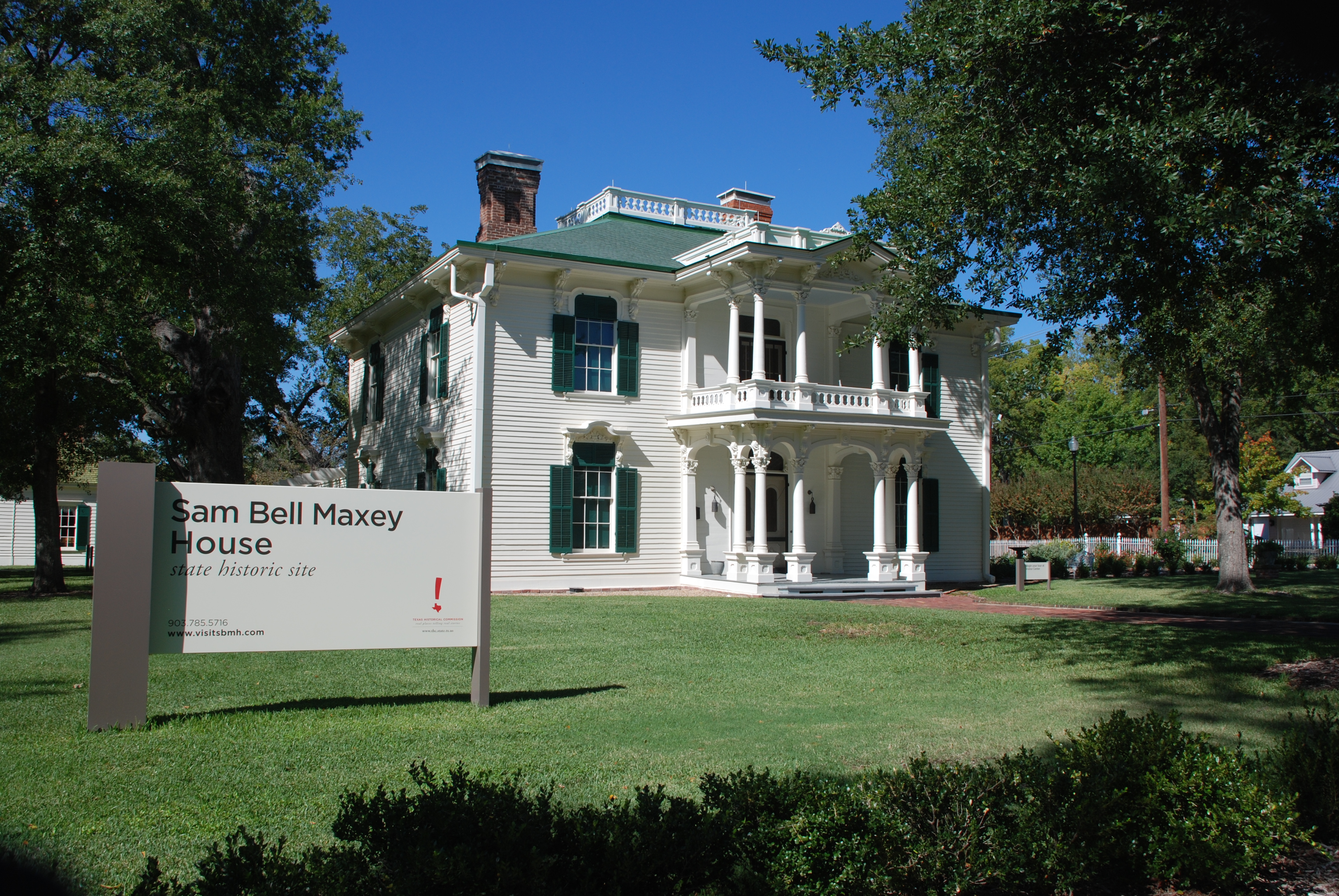
Дом Сэмюэла Белла Мэкси в Парисе

Как старший офицер Конфедерации, Мэкси не имел права занимать политические должности и даже заниматься юридической практикой. В октябре 1865 года он подал прошение к президенту о помиловании. 20 июля 1867 года Мэкси был помилован президентом Эндрю Джонсоном после личного обращения к нему одноклассника Мэкси по военной академии Улисса Гранта. После помилования Мэкси возобновил юридическую практику в Парисе.
В 1872 году Мэкси баллотировался в Конгресс США, но проиграл первичные выборы Демократической партии Уильяму Маклину. В 1873 году губернатор Эдмунд Дэвис предложил ему должность окружного судьи в Техасе, но Мэкси отказался. В январе 1875 года Законодательное собрание Техаса избрало Мэкси в Сенат США, где он служил два срока, с 4 марта 1875 по 4 марта 1887 года. Во время пребывания в Сенате Мэкси многое сделал для развития почтовой службы в Техасе.
После ухода из Сената Мэкси вернулся к юридической практике в Парисе, на этот раз с племянниками жены Бенджамином Дентоном и Генри Уильямом Лайтфутом. Последний позже женился на приёмной дочери Мэкси, Доре. Когда в фирму пришёл его племянник Сэм Белл Мэкси Лонг, он наконец-то вышел на пенсию.
Мэкси умер в 1895 году в Юрика-Спрингс, штат Арканзас, куда он отправился для лечения кишечных заболеваний. Сэмюэл и Марильда похоронены на кладбище Эвергрин в Парисе. Особняк, который он построил в 1867 году, в настоящее время является историческим памятником штата и открыт для посетителей.